# Lasse Nilsen
Lasse Nilsen (Bleik, 21 febbraio 1995) è un calciatore norvegese, difensore o centrocampista del Tromsø.

## Carriera

### Club
Cresciuto nell'Andenes, all'età di sedici anni è entrato nelle giovanili del Tromsø. Aggregato in prima squadra a partire dalla stagione 2013, ha esordito con questa maglia il 13 aprile 2014: ha sostituito Thomas Drage in occasione della vittoria per 1-0 sull'Alta, sfida valida per la 2ª giornata della 1. divisjon. Il 3 luglio 2014 ha debuttato nelle competizioni europee per club, sostituendo Jonas Johansen nel successo per 0-7 sul campo del Santos Tartu, sfida valida per il primo turno di qualificazione all'Europa League 2014-2015. Al termine della stagione, il Tromsø ha centrato la promozione in Eliteserien.
Nilsen ha giocato la prima partita nella massima divisione norvegese in data 25 maggio 2015, venendo schierato titolare nel pareggio casalingo per 2-2 contro l'Odd.
Il 7 marzo 2017, Nilsen è stato ceduto al Tromsdalen con la formula del prestito, valido fino al successivo 21 luglio. Il 2 aprile ha pertanto esordito con questa casacca, schierato titolare nella vittoria per 2-0 sull'Åsane. Il 18 giugno ha trovato la prima rete, nel pareggio per 1-1 in casa del Jerv.
Tornato al Tromsø per fine prestito, in data 25 ottobre 2017 ha prolungato il contratto che lo legava al club fino al 31 dicembre 2020. L'8 aprile 2018 ha realizzato il primo gol in Eliteserien, nella vittoria per 4-0 sul Ranheim.
Al termine del campionato 2019, il Tromsø è retrocesso in 1. divisjon. Il 2 agosto 2020, Nilsen ha ulteriormente allungato il contratto che lo legava al club, fino al 31 dicembre 2024. In quella stessa stagione, ha contribuito alla promozione del Tromsø, che ha fatto pertanto ritorno in Eliteserien per la stagione 2021.

### Nazionale
Nilsen ha giocato 2 partite per la Norvegia under 18.

## Statistiche

### Presenze e reti nei club
Statistiche aggiornate al 7 giugno 2021.
| Stagione       | Club          | Campionato    | Campionato | Campionato | Coppe nazionali | Coppe nazionali | Coppe nazionali | Coppe continentali | Coppe continentali | Coppe continentali | Supercoppe | Supercoppe | Supercoppe | Totale | Totale |
| Stagione       | Club          | Comp          | Pres       | Reti       | Comp            | Pres            | Reti            | Comp               | Pres               | Reti               | Comp       | Pres       | Reti       | Pres   | Reti   |
| -------------- | ------------- | ------------- | ---------- | ---------- | --------------- | --------------- | --------------- | ------------------ | ------------------ | ------------------ | ---------- | ---------- | ---------- | ------ | ------ |
| 2013           | Tromsø        | ES            | 0          | 0          | CN              | 0               | 0               | UEL                | 0                  | 0                  | -          | -          | -          | 0      | 0      |
| 2014           | Tromsø        | 1D            | 13         | 0          | CN              | 3               | 0               | UEL                | 4                  | 0                  | -          | -          | -          | 20     | 0      |
| 2015           | Tromsø        | ES            | 11         | 0          | CN              | 2               | 0               | -                  | -                  | -                  | -          | -          | -          | 13     | 0      |
| 2016           | Tromsø        | ES            | 11         | 0          | CN              | 1               | 0               | -                  | -                  | -                  | -          | -          | -          | 12     | 0      |
| mar.-lug. 2017 | Tromsdalen    | 1D            | 15         | 1          | CN              | 0               | 0               | -                  | -                  | -                  | -          | -          | -          | 15     | 1      |
| lug.-dic. 2017 | Tromsø        | ES            | 12         | 0          | CN              | 1               | 0               | -                  | -                  | -                  | -          | -          | -          | 13     | 0      |
| 2018           | Tromsø        | ES            | 26         | 3          | CN              | 2               | 0               | -                  | -                  | -                  | -          | -          | -          | 28     | 3      |
| 2019           | Tromsø        | ES            | 23         | 1          | CN              | 3               | 1               | -                  | -                  | -                  | -          | -          | -          | 26     | 2      |
| 2020           | Tromsø        | 1D            | 15         | 1          | -               | -               | -               | -                  | -                  | -                  | -          | -          | -          | 15     | 1      |
| 2021           | Tromsø        | ES            | 6          | 0          | CN              | 0               | 0               | -                  | -                  | -                  | -          | -          | -          | 6      | 0      |
| Totale Tromsø  | Totale Tromsø | Totale Tromsø | 117        | 5          |                 | 12              | 1               |                    | 4                  | 0                  |            | -          | -          | 133    | 6      |
| Totale         | Totale        | Totale        | 132        | 6          |                 | 12              | 1               |                    | 4                  | 0                  |            | -          | -          | 148    | 7      |